# Конституционалистская армия
Конституционалистская армия (исп. Ejército constitucionalista) — революционная армия, сражавшаяся во время Мексиканской революции против Федеральной армии Мексики, а затем против войск вильистов и сапатистов. 
Конституционалистская армия была сформирована в марте 1913 года Венустиано Каррансой в ответ на убийство президента Мексики Франсиско Мадеро и вице-президента Пино Суареса во время так называемой Трагической декады 1913 года и последовавшей за этим узурпацией президентской власти Викториано Уэртой.
Еще 19 февраля 1913 года губернатор штата Коауила Карранса издал декрет, в котором предусматривалось, что все повстанческие движения должны быть организованы и объединены в единую армию, называемую «революционной армией». 
Через месяц этот декрет будет подкреплен обнародованием Плана Гуадалупе, изданным 26 марта, в котором призывалось ко всем революционным силам присоединиться к движению и защитить революцию, инициированную Мадеро, и провозглашалось создание «Конституционалистской армии» под руководством так называемого «первого главнокомандующего» Венустиано Каррансы.
Несколько командиров, выдвинувшихся в первые годы революции и решивших начать борьбу против Уэрты, в разное время встретились с Каррансой и заключили с ним соглашение о присоединении к движению конституционалистов и подчинении «первому главнокомандующему» «Конституционалистской армии». Хотя каждый из них продолжал командовать своими вооруженными отрядами, но формально они считались частями Конституционалистской армии.
В июле 1913 года Карранса разделил страну на семь регионов для военных действий. Каждый регион, по крайней мере теоретически, находилась в ведении генерала, командующего армейским корпусом. Однако четыре из них существовали только на бумаге, а на самом деле армия конституционалистов состояла только из Северо-Западного корпуса под командованием Альваро Обрегона, Северо-восточного корпуса под командованием Пабло Гонсалеса и Центрального корпуса под командованием Панфило Натера.
Самой боеспособной и многочисленной частью Конституционалистской армии была Северная дивизия под командованием Панчо Вильи, формально входившая в состав Центрального корпуса, но фактически действовавшая самостоятельно.
В результате боевых действий с весны 1913 по лето 1914 года Конституционалистская армия разбила войска Федеральной армии, изгнав правительство Уэрты, и в августе заняла Мехико, после чего формально была расформирована, чтобы создать по ее образцу национальную армию.
Карранса восстановил конституционную армию осенью 1914 года, когда вспыхнули боевые действия между конвенционистами (Вилья и Сапата) и его сторонниками. Конституционная армия в это время насчитывала 57 000, а войска Вильи и Сапаты - 72 000. В результате новой войны Конституционалистская армия Каррансы к осени 1915 года разбила войска своих противников и к концу 1916 года установила контроль над всей территорией Мексики.
Конституционалистская армия как военная и политическая сила продолжала существовать и после окончания революции (1917 г.) вплоть до 1920 года, когда генералы-конституционалисты, недовольные самодержавным правлением президента Каррансы, свергли и убили его.
В сентябре 1920 года Обрегон был избран президентом Мексики, и началась постепенная реорганизация революционной Конституционалистской армии и превращение ее в национальную армию. 
Многие бывшие генералы-конституционалисты, в конечном итоге, в последующие годы стали президентами и ведущими политиками.